# Japania ruskini
Japania ruskini är en stekelart som beskrevs av Girault 1929. Japania ruskini ingår i släktet Japania och familjen hårstrimsteklar. Inga underarter finns listade i Catalogue of Life.